# 平手舞
平手 舞（ひらて まい、1979年12月30日 - ）は、日本の女優である。愛知県出身。株式会社ビーハイヴ所属。
身長161cm。血液型A型。趣味:ヨガ、自転車。

## 来歴・人物
- 中央大学在学中にモデルデビュー。2004年に萩本企画に所属、萩本欽一に師事。現在は株式会社ビーハイヴ所属。

## 出演

### テレビドラマ
- 松本清張 けものみち (ANB)
- アンナさんのおまめ (ANB)
- タイムスクープハンター（NHK） - かよ役
- 華麗なるスパイ（日本テレビ） - アンヌ役
- 10年先も君に恋して（NHK）
- 三代目明智小五郎
- 水曜ミステリー9 最強の法廷 裁判官桜子と10人の評決 (TX)

### バラエティ・情報
- @サプリッ!（日本テレビ）2002 - 2005年
- 週刊!モノ☆コレ（日本テレビ）2005 - 2008年
- 女優魂（日本テレビ）
- 私的チャイナビ（TBS）
- イブニングファイブ（TBS）2006 - 2008年
- ヒミツのちからんど（NHK教育）2007 - 2008年
- とことん城下町（NHK教育）
- とことん旧街道（NHK教育）
- 武藤敬司のスポーツ大百科 2005 - 2007年

### CM
- セントラルファイナンス
- ヴィッツ（トヨタ自動車）
- ハイポネックスジャパン

### 映画
- Fly High 日韓合同作品
- 誰も守ってくれない
- これでいいのだ！！映画赤塚不二夫
- ばななとグローブとジンベイザメ
- 赤薔裸

### 舞台
- 「谺来る」 演. 萩本欽一
- 「ナンバーエンド廻転ピープル」 演. 飯塚健
- 「Hey!Say!ルー!」 座長. ルー大柴
- 「でんでん虫」 演. 萩本欽一
- 「あらん　はらん　しらん」　演. 萩本欽一
- 「あさりどライブ」 演. 三宅恵介
- 「高砂事変」
- 「くらやみに降る雪」
- 「合格写真館」
- 「女優マリア」
- 「オーバーブッキング」
- 「会津の空に残した月影」
- 「土御門大路 陰陽師 安倍晴明と貴船の女」
- 「青い宇宙」 演. 寺十吾
- 「プラモラル」 作演. 佃典彦

### ショー
- Lenoma
- 小児心臓病チャリティーファッションショー （コロンビア）

## 舞踏
- 韓国インチョンフェスティバル (2004/2005年)
- 横浜国際映像文化祭 馬車道ホール
- たのしいの◎んだふる
- 赤薔裸 2010 - 2012年
- 踊って☆民謡 2010 - 2012年
- 遊人存 うたまい☆ピンクリボン祭 in 築地本願寺

等